# جان بارتا
جان بارتا (مجاری: John Bartha؛ ‏۱۹۲۰–۱۹۹۱) بازیگر اهل مجارستان است.
از فیلم‌ها یا برنامه‌های تلویزیونی که وی در آن نقش داشته است، می‌توان به هفت ضربدر هفت، بازگشت سپیددندان، شب‌های گرم دکامرون، خوب، بد، زشت، ساباتا، تخم چشم، سپیددندان، مردی که می‌خندد، همه چیز برای من اتفاق می‌افتد و سالن کیتی اشاره کرد.